# Luigi Cornaro
Luigi Cornaro (Veneza, 12 de fevereiro de 1517 - Roma, 10 de maio de 1584) foi um cardeal do século XVII.

## Biografia
Nasceu em Veneza em 12 de fevereiro de 1517. O mais velho dos dez filhos de Giovanni Cornaro, senador e procurador veneziano, e Adriana Pisani. Seu primeiro nome também está listado como Alvisi; e como Aloísio; e seu sobrenome como Cornarus; e como canto. Os outros irmãos eram Francesco; Federico (cardeal, 1585) Giorgio (bispo de Treviso), Marco; Marcantônio; Marieta; outra garota; Cornélia; e outra garota; o pai também tinha uma filha ilegítima. Sobrinho-neto da rainha de Chipre. Pertenceu ao ramo Cornaro della Regina da família na linha S. Polo. Irmão do Cardeal Federico Cornaro , sênior , OSIo.Hieros. (1585). Sobrinho do cardeal Francesco Pisani (1517). Sobrinho dos Cardeais Marco Cornaro (1500);Francesco Cornaro , sênior (1527). Primo do cardeal Andrea Cornaro (1544). Tio do Cardeal Gianfrancesco Morosini (1588). Tio do cardeal Francesco Cornaro, iuniore (1596). Tio-avô do cardeal Federico Cornaro, iuniore (1626). Outro cardeal da família foi Giorgio Cornaro (1697). O cardeal Giovanni Cornaro (1778) pertencia ao ramo San Maurizio da família.
Estudou na Universidade de Pádua, onde obteve o doutorado em direito..
Entrou na Ordem dos Cavaleiros de São João de Jerusalém. Nomeado Grão-Prior de Chipre; renunciou ao cargo em favor de seu irmão Federico Cornaro, futuro cardeal. Foi conclavista dos cardeais François de Tournon e Luigi Pisani no conclave de 1549-1550..
Criado cardeal diácono no consistório de 20 de novembro de 1551; recebeu o barrete vermelho e a diaconia de S. Teodoro, em 4 de dezembro de 1551..
Eleito arcebispo de Zadar (Zara), em 25 de junho de 1554. Consagrado (nenhuma informação encontrada); renunciou ao governo da sé em favor de seu secretário, Muzio Callini, em 17 de julho de 1555. Participou do Conclave de abril de 1555, que elegeu o Papa Marcelo II. Participou do Conclave de maio de 1555, que elegeu o Papa Paulo IV. Participou do conclave de 1559, que elegeu o Papa Pio IV. No pontificado do Papa Pio IV, foi presidente da congregação que tratou do caso dos Carafas. Nomeado administrador da Sé de Bérgamo, 13 de março de 1560; renunciou em favor de seu sobrinho Federico, 15 de janeiro de 1561. Administrador da sé de Traù, Dalmácia, 15 de janeiro de 1561; renunciou ao cargo, 18 de abril de 1567. Optou pela ordem de cardeais sacerdotes, 26 de fevereiro de 1561. Optou pelo título de S. Marco, 21 de junho de 1564. Participou do conclave de 1565-1566, que elegeu o Papa Pio V. Optou pelo título de S. Vitale, 2 de junho de 1568. Camerlengo do Sagrado Colégio dos Cardeais, de 14 de janeiro de 1569 até 11 de janeiro de 1570. Optou pelo título de S. Clemente, 9 de fevereiro de 1569. Camerlengo do Santa Igreja Romana, 10 de maio de 1570 até sua morte; ele comprou o posto por 70.000 escudosque o papa destinou a guerra contra os turcos. Optou novamente pelo título de S. Marco, em 9 de junho de 1570. Promoveu ativamente a liga contra os turcos, que culminou na batalha de Lepanto, de 1571. Participou do conclave de 1572, que elegeu o Papa Gregório XIII..
Morreu em Roma em 10 de maio de 1584, dia da Ascensão, às 14h, Roma. Sepultado na igreja de S. Maria a Trevi, dos Irmãos Crucíferos , Roma.